# Marie Ventura
Marie Ventura, née Aristida Maria Ventura le 14 juillet 1888 à Bucarest et morte le 3 décembre 1954 à Paris 8e, est une actrice roumaine naturalisée française, sociétaire de la Comédie-Française.

## Biographie
Élève de Mounet-Sully, elle entre à la Comédie-Française en 1919, est reçue sociétaire en 1922 et la quitte en 1941. Elle joue dans le répertoire classique, notamment le rôle-titre dans Andromaque en 1941.
En 1938, Marie Ventura est la première femme qui assure la mise en scène d'une pièce à la Comédie-Française : Iphigénie de Racine. Soupçonnée d'être juive, elle rencontre des difficultés qui ont failli la faire exclure de la Comédie-Française en 1940, elle la quittera finalement en 1941.
Marie Ventura réalise l'essentiel de sa carrière au cinéma entre les années 1909 et 1922 dans le cinéma muet.

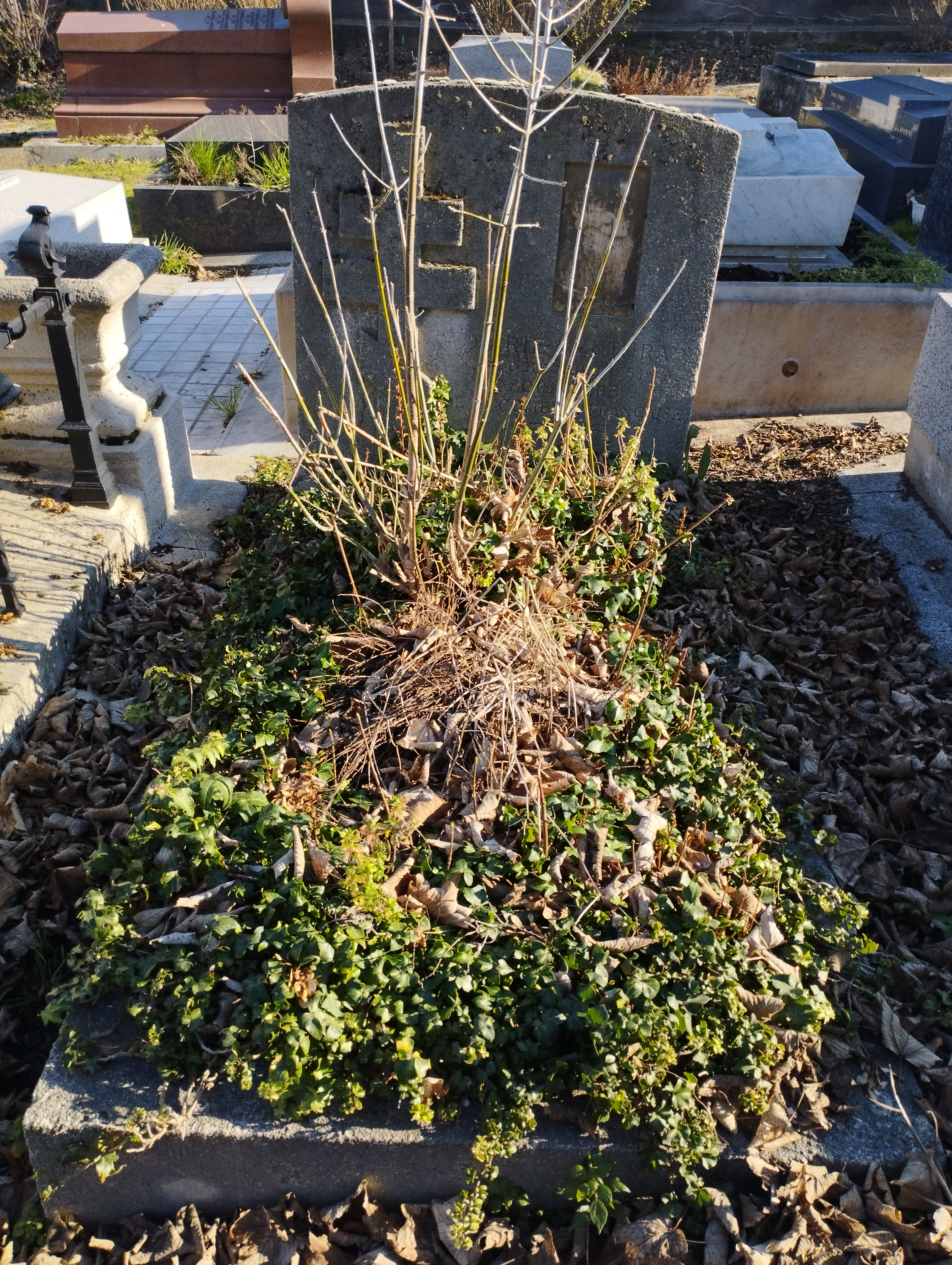
Tombe de Marie Ventura au cimetière de Passy (division 10).

Elle est inhumée au cimetière de Passy (division 10).

## Théâtre

### Avant la Comédie-Française
- 1905 : Scarron de Catulle Mendès, mise en scène Jean Coquelin, Théâtre de la Gaîté-Lyrique
- 1905 : Esther de Jean Racine, Théâtre Sarah-Bernhardt : Esther
- 1906 : Endymion d'Achille Richard, Théâtre de l'Odéon : Endymion
- 1906 : La Vierge d'Avila de Catulle Mendès, Théâtre Sarah-Bernhardt : Sœur Juana
- 1907 : Après le pardon de Matilde Serao et Pierre Decourcelle, Théâtre Réjane : Vittoria
- 1909 : La Fille des Rabenstein d'Ernst von Wildenbruch, Théâtre Sarah-Bernhardt : Bersabé
- 1910 : Antar de Chekri Ibn Ibrahim Ganem, Théâtre de l'Odéon : Abla
- 1910 : Mademoiselle Molière de Louis Leloir et Gabriel Nigond, Théâtre de l'Odéon : Armande
- 1910 : Roméo et Juliette de William Shakespeare, Théâtre de l'Odéon : Juliette
- 1913 : La Maison divisée d'André Fernet, Théâtre de l'Odéon : Catherine Helmer
- 1913 : Esther de Jean Racine, Théâtre de l'Odéon : Esther

### Comédie-Française
Entrée à la Comédie-Française en 1919
Sociétaire de 1922 à 1941
366e sociétaire
- 1919 : Le Voile déchiré de Pierre Wolff : Germaine Fortier
- 1920 : Le Repas du lion de François de Curel : Louise de Miremont
- 1920 : Paraître de Maurice Donnay : Christiane Mergès
- 1921 : Le Sicilien ou l'Amour peintre de Molière, mise en scène Georges Berr : Isidore
- 1922 : Ésope de Théodore de Banville : Rhodope
- 1922 : Vautrin d'Edmond Guiraud d'après Honoré de Balzac : Esther Gobseck
- 1922 : Le Chevalier de Colomb de François Porché : Doña Béatrix
- 1923 : Le Carnaval des enfants de Saint-Georges de Bouhélier : Céline
- 1923 : Un homme en marche de Henry Marx : Eva Hebsen
- 1923 : Florise de Théodore de Banville : Florise
- 1924 : Le Tombeau sous l'Arc de Triomphe de Paul Raynal : Aude
- 1924 : L'Énigme de Paul Hervieu : Léonore
- 1924 : Le Vieil Homme de Georges de Porto-Riche : Thérèse Fontanet
- 1925 : Une visite de noces d'Alexandre Dumas fils : Mme de Morance
- 1926 : Chatterton d'Alfred de Vigny : Kitty Bell
- 1926 : Alkestis (Alceste) de Georges Rivollet d'après Euripide : Alkestis
- 1932 : Le Secret de Henri Bernstein, mise en scène de l'auteur
- 1932 : Bérénice de Jean Racine : Bérénice (9 fois de 1932 à 1940)
- 1934 : L'Otage de Paul Claudel, mise en scène Émile Fabre : Sygne de Coufontaine
- 1937 : Le Vieil Homme de Georges de Porto-Riche, mise en scène Édouard Bourdet : Thérèse
- 1938 : Iphigénie de Jean Racine : Clytemnestre (et mise en scène)
- 1938 : Cyrano de Bergerac d'Edmond Rostand, mise en scène Pierre Dux : Mère Marguerite de Jésus
- 1938 : L'Otage de Paul Claudel, mise en scène Émile Fabre : Sygne de Coufontaine
- 1938 : Britannicus de Jean Racine, mise en scène Jean Yonnel : Agrippine
- 1941 : Iphigénie à Aulis d'Euripide, mise en scène Jean Hervé : Clytemnestre

### Après la Comédie-Française
- 1942 : Jeunesse de Paul Nivoix, Théâtre Édouard VII
- 1946 : Mégarée de Maurice Druon, mise en scène Jean Mercure, Théâtre royal du Parc, Théâtre du Vieux-Colombier : Eurydice
- 1951 : Colombe de Jean Anouilh, mise en scène André Barsacq, Théâtre de l'Atelier : Mme Alexandra
- 1952 : La Valse des toréadors de Jean Anouilh, mise en scène Jean Anouilh, Roland Piétri, Comédie des Champs-Élysées : la générale
- 1953 : La Petite Catherine d'Alfred Savoir, mise en scène Christian-Gérard, Théâtre des Bouffes Parisiens : l'impératrice Élisabeth
- 1954 : Colombe de Jean Anouilh, mise en scène André Barsacq, Théâtre des Célestins, Théâtre de l'Atelier

### Metteur en scène
- 1938 : Iphigénie de Jean Racine, Comédie-Française

## Filmographie
- 1909 : Le Roman d'un jeune homme riche de Victorin-Hippolyte Jasset
- 1910 : L'Ensorceleuse de Victorin-Hippolyte Jasset : l'ensorceleuse
- 1910 : Hérodiade de Georges Hatot et Victorin-Hippolyte Jasset : Salom
- 1912 : Quentin Durward d'Adrien Caillard : Isabelle de Croye
- 1912 : La Fin de Robespierre d'Albert Capellani : Thérésa Cabarrus
- 1912 : Le Fils de Charles Quint d'Adrien Caillard
- 1912 : Nini l'assommeur
- 1912 : Antar
- 1913 : Les Misérables d'Albert Capellani (film en 4 époques : 1) Jean Valjean ; 2) Fantine ; 3) Cosette ; 4) Cosette et Marius) : Fantine
- 1913 : Zaza d'Adrien Caillard : Zaza
- 1922 : Molière, sa vie, son œuvre de Jacques de Féraudy
- 1951 : Gibier de potence de Roger Richebé : Consuela